# Raul Boesel
Raul Boesel   (Curitiba, 4 de desembre de 1957)  Raül de Mesquita Boesel  va ser un pilot de curses automobilístiques brasiler que va arribar a disputar curses de Fórmula 1.

## A la F1
Raul Boesel va debutar a la primera cursa de la temporada 1982 (la 33a temporada de la història) del campionat del món de la Fórmula 1, disputant el 23 de gener del 1982 el G.P. de Sud-àfrica al circuit de Kyalami.
Va participar en un total de trenta curses puntuables pel campionat de la F1, disputades en dues temporades consecutives (1982 - 1983), aconseguint una setena posició com millor classificació en una cursa i no assolí cap punt pel campionat del món de pilots.

## Resultats a la Fórmula 1
| Any  | Equip                  | Xassís | Motor    | 1       | 2       | 3       | 4     | 5       | 6       | 7         | 8       | 9       | 10      | 11      | 12      | 13      | 14      | 15      | 16     | Posició | Punts |
| ---- | ---------------------- | ------ | -------- | ------- | ------- | ------- | ----- | ------- | ------- | --------- | ------- | ------- | ------- | ------- | ------- | ------- | ------- | ------- | ------ | ------- | ----- |
| 1982 | March Grand Prix Team  | March  | Cosworth | SUD 15  |         |         |       |         |         |           |         |         |         |         |         |         |         |         |        | -       | 0     |
| 1982 | Rothmans March GP Team | March  | Cosworth |         | BRA Ret | O.USA 9 | SMR   | BEL 8   | MON NVQ | E.USA Ret | CAN Ret | HOL Ret | GBR NVQ | FRA NVQ | ALE Ret | AUT NVQ | SUI Ret | ITA NVQ | LVG 13 | -       | 0     |
| 1983 | Equipe Ligier Gitanes  | Ligier | Cosworth | BRA Ret | O.USA 7 | FRA Ret | SMR 9 | MON Ret | BEL 13  | E.USA 10  | CAN Ret | GBR Ret | ALE Ret | AUT NVQ | HOL 10  | ITA NVQ | EUR 15  | SUD NC  |        | -       | 0     |

### Resum
| Curses: | Victòries: | Pòdiums: | Poles: | Voltes ràpides: | Punts: |
| ------- | ---------- | -------- | ------ | --------------- | ------ |
| 30 (23) | 0          | 0        | 0      | 0               | 0      |